# Музей натюрморта
Музей натюрморта (ит. Museo della Natura Morta) расположен на втором этаже медичевой виллы в Поджо-а-Кайано, недалеко от Флоренции, Италия. Открытый в 2007 году, он является уникальным в своём роде музеем в Италии, полностью посвященным жанру натюрморта. Коллекция музея включает около 200 картин, созданных в период XVII-XVIII веков, отражающих страсть великих герцогов Тосканы к этому жанру.

## Коллекция

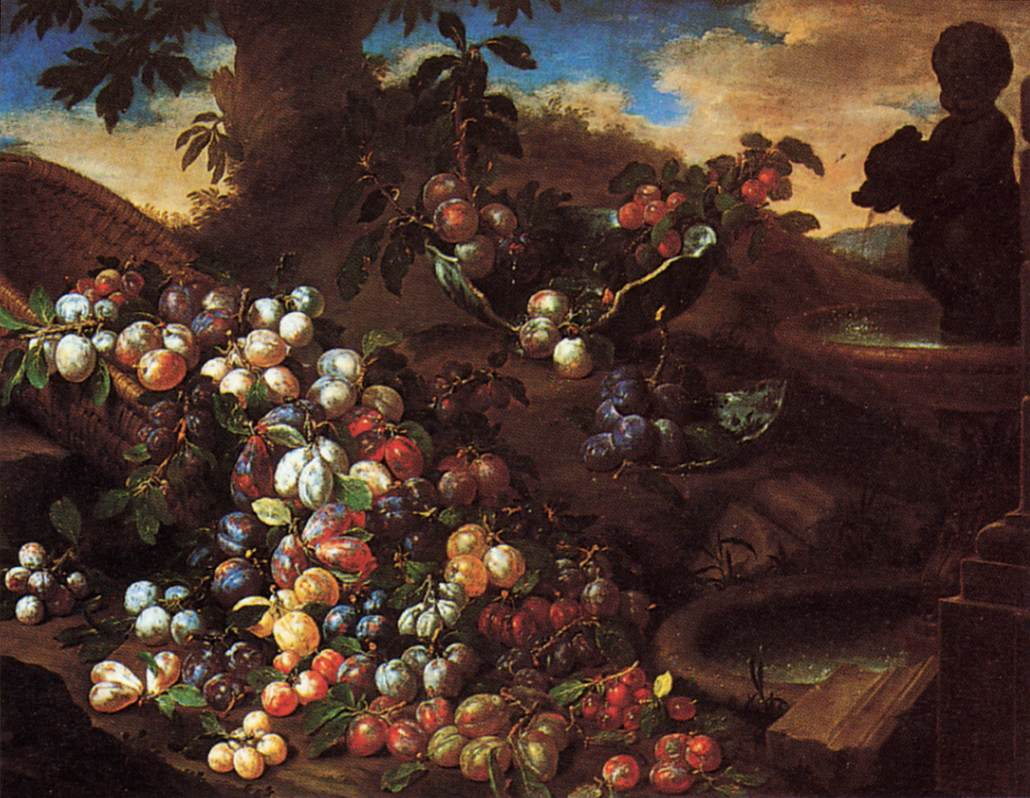
«Сливы». Бартоломео Бимби (ит.)

В экспозиции представлены работы как итальянских, так и североевропейских художников, специализировавшихся на натюрморте. Среди них выделяются произведения Яна Брейгеля и Марио деи Фьори. Особое внимание уделено творчеству Бартоломео Бимби, чьи детализированные изображения фруктов и овощей документируют разнообразие флоры того времени.

## Экспозиция
Музей занимает 16 залов, где картины расположены в хронологическом порядке, демонстрируя эволюцию жанра натюрморта. Посетители могут увидеть разнообразные темы, от изображений охотничьих трофеев и кухонных сцен до тщательно прорисованных композиций с цветами и фруктами.

## Полезная информация
- Адрес: Piazza de' Medici, 14, Погджо-а-Кайано
- Телефон: +39 055 877012
- Вход: Бесплатный
- Доступность: Музей приспособлен для посещения людьми с ограниченными возможностями.